# مان موهان شارما
مان موهان شارما (ولد في 1 مايو 1937 في مدينة جودبور في ولاية راجستان) هو مهندس كيميائي هندي تلقى تعليمه في مومباي وجامعة كامبريدج، في عمر 27 تم تعيينه بروفيسورًا للهندسة الكيميائية في معهد التكنولوجيا الكيميائية ‏ في مومباي ثم أصبح رئيسًا للمعهد في وقت لاحق.